# Elezioni parlamentari in Thailandia del 2023
Le elezioni parlamentari in Thailandia del 2023 si svolsero il 14 maggio. Tale data fu annunciata il 21 marzo 2023 dalla Commissione elettorale dopo che il giorno precedente il re Vajiralongkorn aveva sciolto il Parlamento.
I primi risultati provvisori furono resi noti il 15 maggio e vennero sostanzialmente confermati dopo il secondo conteggio delle schede pubblicato il 24 maggio, che vide il netto successo dei partiti pro-democrazia Kao Klai (con 151 seggi) e Pheu Thai (con 141), che assieme si assicurarono 292 dei 500 seggi alla Camera. Il voto sancì la secca sconfitta dai partiti associati ai militari Palang Pracharath e il nuovo Ruam Thai Sang Chart, che insieme raccolsero solo 76 seggi contro i 116 di Palang Pracharath nel 2019. Passò invece da 51 a 71 seggi Bhumjaithai, partito che era entrato nella coalizione filo-militare del governo uscente. Secondo i nuovi conteggi aveva votato il 75,71% degli aventi diritto, un record per le elezioni in Thailandia. I risultati furono definitivamente confermati dalla Commissione elettorale il 19 giugno successivo.
Come per le precedenti elezioni del 2019, riguardarono solo la scelta dei 500 deputati alla Camera, mentre i 250 senatori rimasero quelli della passata legislatura, ed entrambi i rami del Parlamento avrebbero preso parte alla seduta comune nella quale avrebbero scelto il nuovo capo di governo. Si rinnovarono quindi le aspre critiche in Thailandia e all'estero contro i militari che, secondo quanto previsto dalla nuova Costituzione da loro voluta, nel 2019 avevano arbitrariamente nominato i senatori con un mandato di 5 anni fino al 2024 senza che fossero stati eletti, rendendo problematica anche per le elezioni del 2023 la nomina a primo ministro di un candidato dei partiti pro-democrazia.
A luglio, una coalizione di otto partiti pro-democrazia sottopose al nuovo Parlamento la candidatura a primo ministro del leader del Partito Kao Klai Pita Limjaroenrat, che non ricevette i voti sufficienti e fu in seguito impossibilitato a presentare per la seconda volta la propria candidatura per gli ostacoli posti dai parlamentari filo-militari. In quei giorni Pheu Thai annunciò che avrebbe formato una nuova coalizione senza Kao Klai, la cui intransigenza nel voler modificare la legge sulla lesa maestà, considerata intoccabile dalla maggior parte dei parlamentari, rendeva impossibile raggiungere una maggioranza. La nuova coalizione trovò l'appoggio dei parlamentari legati ai militari e il 22 agosto la maggioranza del Parlamento riunito votò in favore della candidatura a primo ministro di Srettha Thavisin, appena eletto deputato nelle file di Pheu Thai.

## Sistema elettorale e scelta del primo ministro

### Elezione dei deputati
Con un emendamento apportato alla Costituzione nel 2021, furono cambiate le regole delle elezioni del 2019 che prevedevano per la Camera bassa un sistema proporzionale misto con 350 seggi provenienti dalle circoscrizioni elettorali e gli altri 150 erano seggi compensativi; entrambi i voti erano stati espressi su una scheda unica. Per le elezioni del 2023 furono reintrodotte le regole in vigore prima del 2017, i deputati da eleggere rimasero 500, ma furono 400 quelli eletti con il sistema uninominale secco, mentre gli altri 100 furono eletti secondo il sistema proporzionale dalla lista dei partiti, ma non come seggi compensativi; furono quindi previste due schede per il votante. Il cambiamento fu criticato perché si riteneva che avrebbe favorito i partiti maggiori — in particolare il partito di governo Palang Pracharath e il maggior partito di opposizione Pheu Thai, entrambi votanti a favore dell'emendamento — penalizzando i partiti minori tra i quali il progressista Phak Kao Klai, che aveva ottenuto nel 2019 molti seggi compensativi.

### Sistema per l'elezione del Primo ministro
Nell’emendamento del 2021 non furono invece apportate modifiche alle disposizioni previste nella Costituzione del 2017 per quanto riguardava il sistema di scelta del primo ministro, che rimase quindi immutato rispetto alle elezioni del 2019. A ogni partito fu concesso di sottoporre all'elettorato una lista comprendente un massimo di tre dei propri candidati alla carica di primo ministro, che sarebbe stato scelto tra i candidati dei partiti che avessero ottenuto almeno 25 deputati eletti.
Il voto del Parlamento per la scelta del primo ministro fu previsto con una seduta comune dei 500 nuovi deputati eletti e dei 250 senatori scelti nel 2019 con un mandato di 5 anni, i quali – secondo le previsioni – nella precedente legislatura avevano votato all'unanimità il capo della giunta militare Prayut Chan-o-cha. Questa regola rese necessario che anche nel 2023 il Fronte Democratico si assicurasse almeno 375 seggi alla Camera per imporre il proprio candidato, mentre una semplice maggioranza di 251 deputati avrebbe potuto portare alla nomina a primo ministro di un candidato scelto dai militari o a uno stallo che avrebbe potuto favorire la nomina di una persona non facente parte della lista dei candidati, come previsto dalla Costituzione.

### Nuova distribuzione delle circoscrizioni elettorali e dei seggi

Alcune delle nuove circoscrizioni elettorali, come la 28ª di Bangkok rappresentata qui sopra, compresero in modo atipico parti di diversi khet di Bangkok, e la Commissione elettorale fu accusata di gerrymandering.

In vista delle elezioni, il passaggio da 350 a 400 circoscrizioni elettorali previsto dagli emendamenti del 2021 impose alla Commissione elettorale di ridisegnare la mappa delle circoscrizioni e una nuova distribuzione dei seggi, che rimasero comunque uno per ogni circoscrizione. Il 1º febbraio 2022 la commissione rese noto che – a tutto il 31 dicembre 2021 – secondo i propri calcoli gli aventi diritto al voto erano 66 171 439 e che sarebbe stato eletto 1 deputato ogni 165 429 elettori. Questa nuova distribuzione fu quindi approvata dal Parlamento.
La Commissione elettorale finì la nuova mappa delle circoscrizioni nel febbraio 2023, quando già diversi candidati avevano iniziato la propria campagna elettorale. La mappa fu subito contestata in quanto nel calcolo erano state incluse tra i votanti persone che non avevano cittadinanza thailandese; la Corte costituzionale accolse il reclamo e impose alla commissione di ridisegnare di nuovo i confini delle circoscrizioni. Fu contestata anche la nuova mappa della Commissione, che fu accusata di gerrymandering, ma ad aprile la Corte costituzionale stabilì che la mappa era legittima.
Nella tabella che segue, è riportato il numero dei seggi per ogni provincia alle elezioni del 2023. Per ognuna delle 400 circoscrizioni uninominali fu prevista l'elezione di un deputato.
| Provincia | Nº seggi/ provincia                                     | Totale | Mappa |
| --- | ------------------------------------------------------- | ------ | ----- |
| Bangkok | 33                                                      | 33     |       |
| Nakhon Ratchasima | 16                                                      | 16     |       |
| Khon Kaen, Ubon Ratchathani | 11                                                      | 22     |       |
| Chiang Mai, Chonburi, Buriram, Nakhon Si Thammarat, Udon Thani | 10                                                      | 50     |       |
| Sisaket, Songkhla | 9                                                       | 18     |       |
| Nonthaburi, Roi Et, Samut Prakan, Surin | 8                                                       | 32     |       |
| Chaiyaphum, Chiang Rai, Pathum Thani, Sakon Nakhon, Surat Thani | 7                                                       | 35     |       |
| Kalasin, Nakhon Pathom, Nakhon Sawan, Phetchabun, Maha Sarakham | 6                                                       | 30     |       |
| Kanchanaburi, Lopburi, Narathiwat, Pattani, Phra Nakhon Si Ayutthaya, Phitsanulok, Rayong, Ratchaburi, Suphanburi | 5                                                       | 45     |       |
| Kamphaeng Phet, Chachoengsao, Trang, Nakhon Phanom, Lampang, Loei, Saraburi, Sukhothai | 4                                                       | 32     |       |
| Krabi, Chanthaburi, Chumphon, Nan, Bueng Kan, Prachuap Khiri Khan, Prachinburi, Phayao, Phatthalung, Phichit, Phetchaburi, Phrae, Phuket, Yasothon, Yala, Sa Kaeo, Tak, Nong Khai, Nong Bua Lamphu, Samut Sakhon, Uttaradit | 3                                                       | 63     |       |
| Chainat, Nakhon Nayok, Phang Nga, Mukdahan, Mae Hong Son, Lamphun, Satun, Ang Thong, Amnat Charoen, Uthai Thani | 2                                                       | 20     |       |
| Trat, Ranong, Samut Songkhram, Singburi | 1                                                       | 4      |       |
| Totale nazionale dei seggi con il sistema maggioritario | Totale nazionale dei seggi con il sistema maggioritario | 400    |       |

## Premesse

### Governi legati alla famiglia Shinawatra in conflitto con i tradizionali centri di potere
Il magnate delle telecomunicazioni Thaksin Shinawatra, fondatore e leader del partito Thai Rak Thai, fu eletto primo ministro dopo le elezioni del 2001 e rieletto dopo aver vinto quelle del 2005 e 2006 con un margine amplissimo di voti. Con il populismo che caratterizzò la sua politica, ottenne un crescente consenso tra le classi più disagiate, riducendo ad esempio i costi per l'assistenza sanitaria o aiutando gli insolventi. La sua politica intaccò gli interessi delle vecchie élite di Bangkok legate ai militari e alla monarchia; si venne così a creare un ultradecennale conflitto che coinvolse anche gran parte della popolazione. Il 19 settembre 2006 ebbe luogo il colpo di Stato con cui i militari posero fine alla carriera politica di Thaksin e iniziarono un lavoro capillare per distruggerne il potere. Thaksin si rifugiò all'estero e fu in seguito condannato in contumacia per corruzione e conflitto d'interessi, ma avrebbe comunque continuato a lungo a esercitare la propria influenza sulla politica nazionale anche dall'esilio. Con il colpo di Stato fu inoltre abolita la Costituzione del 1997, che era stata la prima compiutamente democratica mai promulgata nel Paese.
I militari guidarono il paese fino alle elezioni del dicembre 2007, che portarono al governo una coalizione guidata dal Partito del Potere Popolare (PPP), alleato di Thaksin, ma dopo otto mesi di proteste di piazza dei conservatori la Corte costituzionale disciolse il PPP per presunti brogli elettorali. Con l'aiuto dei militari e delle élite finanziarie conservatrici, il nuovo governo fu affidato a una coalizione guidata dal Partito Democratico – che era all'opposizione – senza passare per nuove elezioni. Tra l'aprile e il maggio del 2010, le manifestazioni a oltranza nelle strade di Bangkok del Fronte Unito per la Democrazia contro la Dittatura, gruppo che appoggiava le politiche di Thaksin e che chiedeva nuove elezioni, furono represse dalle forze dell'ordine con la forza e il bilancio finale degli scontri fu di 90 morti e 2 000 feriti. Le elezioni del luglio 2011 videro il largo successo del Partito Pheu Thai guidato da Yingluck Shinawatra, sorella minore di Thaksin, che fu eletta primo ministro. La proposta del suo governo di un'amnistia di cui avrebbe potuto beneficiare il fratello, che avrebbe così potuto tornare in Thailandia, diede il via a una serie di agguerrite proteste delle opposizioni. I disordini proseguirono per diversi mesi e nel maggio 2014 Yingluck fu destituita dalla Corte costituzionale con l'accusa di abuso del potere politico a fini personali per aver fatto eleggere un proprio parente a capo della polizia nazionale.

### Colpo di Stato del 2014, dittatura militare, nuova Costituzione e aumento dei privilegi per il nuovo re
Quello stesso mese, la giunta militare denominata Consiglio nazionale per la pace e per l'ordine (CNPO) effettuò un colpo di Stato guidato dal comandante in capo dell'esercito Prayut Chan-o-cha, che si auto-proclamò primo ministro ad interim. Nei cinque anni successivi, malgrado le pressioni internazionali per il ritorno alla democrazia, Prayut mantenne il controllo del governo senza fissare nuove elezioni ed esercitò una forte repressione sull'opposizione legata agli Shinawatra. I militari stilarono una bozza della nuova Costituzione e la sottoposero alla popolazione nel referendum dell'agosto 2016. Ogni critica alla bozza fu vietata dal CNPO, che proibì anche il monitoraggio del referendum. Gli attivisti che si proclamarono contrari e coloro i quali espressero l'intenzione di votare contro la bozza furono arrestati, detenuti e processati da tribunali militari, Il 6 aprile 2017, re Vajiralongkorn, detto anche Rama X, controfirmò la nuova Costituzione (la 20ª da quando fu introdotta la monarchia costituzionale nel 1932) che aumentò i poteri dei militari e della Corte costituzionale in ambito politico per prevenire il ritorno al potere di Thaksin Shinawatra e dei suoi alleati.
Il sovrano era salito al trono alla fine del 2016 alla morte del padre Rama IX, fin dall'inizio fu molto attivo politicamente e ottenne dalla giunta diversi importanti privilegi che allargarono la sua sfera d'influenza nelle vicende interne del Paese. L'imposizione dei suoi voleri ai militari fu vista come il tentativo di rafforzare il prestigio della monarchia nel Paese centralizzando il potere secondo uno stile di stampo assolutista. Nel giugno del 2018 gli venne trasferita la proprietà dei beni della Casa reale e gli fu assegnato il potere decisionale relativo alla responsabilità e alla gestione dei beni stessi, il cui valore fu stimato nel 2020 tra i 40 e i 70 miliardi di dollari, facendo di Vajiralonkorn uno dei sovrani più ricchi del mondo.

### Contestate elezioni del 2019 e conferma a primo ministro del capo della giunta militare
Dopo svariati rinvii, il 24 marzo 2019 si tennero le elezioni parlamentari, che ricevettero grandi critiche in Thailandia e all'estero sia per il modo in cui furono concepite, secondo la Costituzione del 2017 voluta dalla giunta militare, sia per come vennero gestite dalla Commissione elettorale e dalla Corte costituzionale, entrambe controllate dalla stessa giunta. I risultati definitivi non furono come di consueto annunciati nei giorni immediatamente successivi, ma furono resi pubblici a fine maggio. I militari sostennero il Partito Palang Pracharath, che con i suoi alleati ebbe una risicata maggioranza nella Camera bassa grazie alle nuove regole imposte in fase di scrutinio dei voti dalla Commissione elettorale. Fu determinante per la formazione del nuovo governo il voto dei 250 senatori, tutti scelti dalla stessa giunta come previsto dalla Costituzione del 2017. Tra le altre iniziative che suscitarono indignazione vi furono la dissoluzione di uno dei partiti maggiori del fronte democratico da parte della Corte costituzionale, le leggi repressive che impedirono le libertà di parola e di associazione, la censura dei media e il minore accesso agli stessi media riservato ai partiti di opposizione. Il Parlamento dei nuovi eletti si riunì per la prima volta il 24 maggio e il 5 giugno confermò primo ministro Prayut.

### Scioglimento del Partito del Futuro Nuovo e proteste del 2020-2021
Il Partito del Futuro Nuovo (PFN) era stato il terzo partito alle elezioni del 2019 grazie ai voti dei giovani e dei progressisti e fu sciolto il 21 febbraio 2020 dalla Corte costituzionale per finanziamento indebito. Il verdetto fu accolto con aspre critiche in Thailandia e all'estero; scatenò la reazione popolare ed ebbero subito inizio una serie di manifestazioni anti-governative. Le principali richieste dei dimostranti, che erano in gran parte studenti, furono inizialmente lo scioglimento del Parlamento, la fine delle intimidazioni delle forze dell'ordine contro le opposizioni e profonde modifiche alla Costituzione. In agosto si aggiunse la clamorosa richiesta di una radicale riforma della monarchia che prevedeva pesanti tagli ai privilegi del re, un evento senza precedenti nella storia del Paese. I dimostranti espressero inoltre la convinzione che il connubio tra le forze armate e la monarchia fosse un ostacolo da abbattere per avere una democrazia reale. Le proteste si protrassero fino alla fine del 2021 con diverse ondate e furono soppresse dal governo con l'uso della forza e con la reintroduzione della legge di lesa maestà – che prevede pene fino a 15 anni e da qualche anno non veniva utilizzata – con la quale molti manifestanti furono imprigionati.

## Cambiamenti nei partiti in vista delle elezioni

### Il Partito del Futuro Nuovo diventa Phak Kao Klai
La maggior parte dei membri del disciolto Partito del Futuro Nuovo confluirono subito nel nuovo Phak Kao Klai, fondato l'8 marzo 2020 per proseguire la linea politica del PFN. Era stato il partito che aveva appoggiato maggiormente le proteste studentesche del 2020-2021 e per la campagna elettorale riprese le richieste dei dimostranti, come la riforma della Costituzione per limitare il potere dei militari, abolire l'obbligo del servizio militare e soprattutto modificare la legge sulla lesa maestà. Molti dei manifestanti aderirono al partito, furono attivi in campagna elettorale e alcuni si candidarono per un seggio in Parlamento. Con il proprio programma di riforme, Kao Klai si proponeva inoltre come nuova alternativa al duopolio tra il populismo di Pheu Thai e l'autoritarismo dei partiti militari, raccogliendo consensi in tutte le fasce di età.

### Spaccatura nel Partito Pheu Thai
Alla fine del 2020, la candidata a primo ministro nelle elezioni del 2019 per Pheu Thai Sudarat Keyuraphan uscì dal partito per fondare Thai Sang Thai. Secondo i vertici di Pheu Thai, Sudarat avrebbe comunque mantenuto la linea politica del vecchio partito; la stampa ipotizzò che la sua uscita fosse una manovra politica di Thaksin per ottenere un maggior numero complessivo di voti frazionando Pheu Thai con la creazione di partiti minori che lo appoggiassero alle elezioni del 2023. Nell'ottobre 2021 entrò nel Partito Pheu Thai la figlia di Thaksin Paetongtarn Shinawatra e le fu affidata la presidenza di un importante comitato. Vista la sua relativamente giovane età – 35 anni – la scelta di Paetongtarn per questo incarico fu vista dagli osservatori come parte della strategia del padre di rinnovare il partito per attrarre i voti dei giovani in vista delle elezioni del 2023. La candidatura a primo ministro di Paetongtarn divenne verosimile il 20 marzo 2022, quando a un'assemblea del partito fu presentata come il "capo della famiglia Pheu Thai", la candidatura divenne ufficiale il 5 aprile 2023. In seguito il partito le affiancò come candidato primo ministro anche il magnate del settore immobiliare Srettha Thavisin.

### Spaccatura nel Partito Palang Pracharath
Alla fine del 2022 si creò una spaccatura anche nel Partito Palang Pracharath (PPP), in particolare tra Prayut e il suo vice-primo ministro Prawit Wongsuwan, il leader di PPP che era stato scelto come candidato primo ministro per le elezioni del 2023. Il 23 dicembre 2022 Prayut annunciò la sua disponibilità di aderire al nuovo partito Phak Ruam Thai Sang Chart (PRTSC) e che avrebbe accettato di diventarne il candidato per un nuovo mandato a primo ministro. Anche il passaggio al PRTSC di Prayut fu considerato sulla stampa parte della strategia dei militari per guadagnare più voti complessivi alle elezioni. Oltre a essere l'espressione politica del potere dei militari, questi due partiti rappresentavano la classe media dei centri urbani e le tradizionali élite economiche e aristocratiche del Paese. La candidatura di Prayut a primo ministro fu formalmente resa pubblica il 25 marzo, secondo quanto stabilito dalla Costituzione del 2017 e da una sentenza del settembre 2022 della Corte costituzionale, il suo eventuale nuovo mandato poteva durare due soli anni.

### Bhumjaithai
Nel dicembre 2022, 34 deputati della coalizione di governo e delle opposizioni diedero le dimissioni alla Camera e uscirono dai loro partiti per unirsi a Bhumjaithai, quinto partito per numero di seggi nel 2019, che era entrato nella coalizione di governo dopo il voto. Bhumjaithai – che aveva la sua roccaforte nelle province meridionali dell'Isan – come partito di governo aveva preparato la legge approvata nel 2022 con cui la Thailandia era diventata il primo Paese dell'Asia a liberalizzare la marijuana. Si ipotizzò che in virtù di questo fatto avrebbe ulteriormente allargato la propria base elettorale, rafforzando il proprio ruolo di partito chiave per formare una coalizione di governo.

## Campagna elettorale
Le elezioni si tennero dopo che la pandemia di COVID-19 in Thailandia aveva ulteriormente peggiorato i problemi economici gravanti sui bilanci dei nuclei familiari, già appesantiti da notevoli debiti che secondo la banca centrale thailandese costituivano l'89,6% del prodotto interno lordo. Di conseguenza le campagne elettorali dei partiti furono incentrate sulle promesse di aumenti dei salari minimi, moratorie per i debiti, prestiti gratuiti garantiti e sussidi vari per i più bisognosi. Secondo una stima dell'Istituto di ricerca thailandese per lo sviluppo, le promesse fatte dai 9 maggiori partiti avrebbero potuto comportare un costo di 3,14 bilioni di baht, di poco inferiore ai 3,18 bilioni che costituivano il budget annuo, aumentando il già esistente rischio di collasso dell'economia statale.

## Sondaggi pre-elettorali
| Date                  | Azienda del sondaggio | Camp.   | PPP    | PPT    | PKK    | PD     | PB     | PLT   | PCTP  | PTST  | PRTSC  | Apart. Indec. | Altri  | Vantaggio sul secondo |
| --------------------- | --------------------- | ------- | ------ | ------ | ------ | ------ | ------ | ----- | ----- | ----- | ------ | ------------- | ------ | --------------------- |
| 24 – 28 aprile 2023   | NIDA                  | 2.500   | 1,28%  | 37,92% | 35,36% | 3,32%  | 2,36%  | 1,60% | –     | 1,68% | 12,84% | 1,24%         | 2,40%  | 2,56%                 |
| 22 – 28 aprile 2023   | Daily News X Matichon | 78.583  | 2,46%  | 33,65% | 50,29% | 1,05%  | 0,70%  | 1,01% | 0,26% | 1,01% | 6,05%  | 0,96%         | 2,56%  | 16,64%                |
| 10 – 20 aprile 2023   | Suan Dusit            | 162.454 | 7,49%  | 41,37% | 19,32% | 7,30%  | 9,55%  | 1,74% | 1,25% | 2,41% | 8,48%  | –             | 1,09%  | 22,05%                |
| 6 – 20 aprile 2023    | Thairath News         | 14.140  | 1,34%  | 40,38% | 36,49% | 2,35%  | 1,52%  | 0,58% | 0,45% | 0,81% | 12,51% | 3,58%         | –      | 3,89%                 |
| 8 – 14 aprile 2023    | Daily News X Matichon | 84.076  | 1,55%  | 38,89% | 32,37% | 1,83%  | 3,30%  | 1,63% | –     | 1,73% | 12,84% | 2,21%         | 3,65%  | 6,52%                 |
| 7 – 12 aprile 2023    | Nation                | 39.687  | 1,58%  | 35,75% | 16,02% | 3,50%  | 3,80%  | 0,69% | 0,18% | 0,71% | 4,50%  | 32,27%        | 1,00%  | 3,48%                 |
| 3 – 7 aprile 2023     | NIDA                  | 2.000   | 1,80%  | 47,00% | 21,85% | 4,50%  | 3,00%  | 2,65% | –     | 2,10% | 11,40% | 2,35%         | 5,15%  | 25,15%                |
| 1 – 17 marzo 2023     | Suan Dusit            | 10.614  | 7,11%  | 46,16% | 15,43% | 7,71%  | 11,12% | 0,41% | –     | 1,43% | 8,73%  | –             | 1,90%  | 30,73%                |
| 2 – 8 marzo 2023      | NIDA                  | 2.000   | 2,30%  | 49,85% | 17,15% | 4,95%  | 2,55%  | 2,85% | –     | 2,60% | 12,15% | 2,35%         | 3,25%  | 32,70%                |
| 17 – 22 dicembre 2022 | NIDA                  | 2.000   | 4,00%  | 42,95% | 16,60% | 5,35%  | 5,25%  | 3,40% | –     | 3.25% | 6.95%  | 8.30%         | 3.95%  | 26,35%                |
| 20 – 23 giugno 2022   | NIDA                  | 2.500   | 7,00%  | 36,36% | 17,88% | 6,32%  | 2,56%  | 3,04% | –     | 2,96% | –      | 18,68%        | 5,20%  | 18,48%                |
| 15 – 21 dicembre 2021 | NIDA                  | 2.504   | 8,99%  | 23,52% | 13,18% | 7,15%  | 1,32%  | 2,43% | –     | 1,60% | –      | 37,14%        | 4,67%  | 13,62%                |
| 11 – 16 giugno 2021   | NIDA                  | 2.515   | 10,70% | 19,48% | 14,51% | 9,54%  | 2,43%  | 2,90% | –     | 2,47% | –      | 32,68%        | 5,29%  | 13,20%                |
| 20 – 23 dicembre 2020 | NIDA                  | 2.533   | 17,80% | 23,61% | 14,92% | 7,46%  | 1,82%  | 3,00% | 0,55% | –     | –      | 26,49%        | 4,35%  | 2,88%                 |
| 22 – 24 giugno 2020   | NIDA                  | 2.517   | 15,73% | 20,70% | 13,47% | 7,75%  | 1,43%  | 2,50% | 0,36% | –     | –      | 32,38%        | 5,68%  | 11,68%                |
| 18 – 20 dicembre 2019 | NIDA                  | 2.511   | 16,69% | 19,95% | 30,27% | 10,83% | 2,43%  | 2,03% | 0,92% | –     | –      | 13,46%        | 3,42%  | 10,32%                |
| 24 marzo 2019         | Elezioni 2019         | –       | 23,34% | 21,92% | 17,34% | 10,92% | 10,33% | 2,29% | 2,16% | –     | –      | 1,68%         | 10,32% | 1,46%                 |

## Voto anticipato dall'estero e in Thailandia
Oltre due milioni di abitanti thailandesi si registrarono per votare anticipatamente, mentre furono 115.139 gli elettori registrati per votare dall'estero. Il 5 maggio, il Ministero degli Esteri thailandese rese noto che oltre l'80% degli elettori dall'estero avevano votato, mentre fu massiccia l'affluenza alle urne di chi votò anticipatamente in Thailandia. La Commissione elettorale ricevette critiche per i numerosi casi di informazioni errate presenti nei plichi elettorali di chi doveva votare in anticipo e per altre irregolarità; oltre un milione di persone firmarono una petizione per rimuovere la Commissione.

## Risultati

### Risultati preliminari (15 maggio)

I risultati preliminari del 15 maggio a Bangkok, in arancione le 32 circoscrizioni vinte da Kao Klai e in rosso l'unica vinta da Pheu Thai

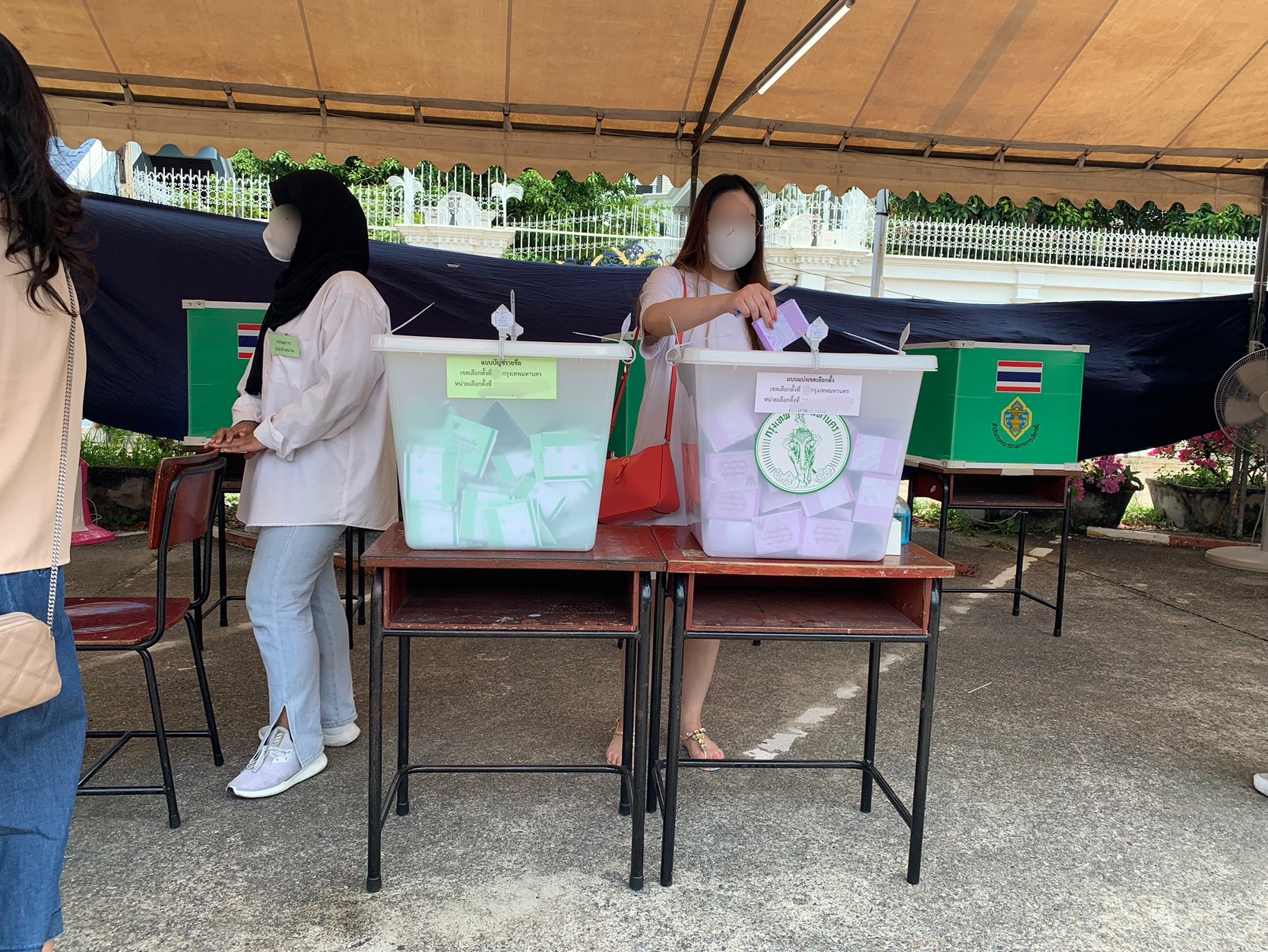
Un seggio elettorale a Bangkok

Il 15 maggio, quando era stato conteggiato il 99% delle schede elettorali, la Commissione elettorale rese pubblico il risultato preliminare delle elezioni, nel quale emerse la netta affermazione dei due partiti del fronte democratico Kao Klai (con 152 seggi) e Pheu Thai (141 seggi), che insieme raccoglievano 293 dei 500 seggi della Camera. Quello stesso giorno, il leader di Kao Klai concordò un'alleanza con Pheu Thai e altri quattro partiti minori con cui il fronte democratico sarebbe arrivato a 310 seggi. Per la scelta del primo ministro era però necessario disporre di almeno 376 voti, cioè la metà del totale tra i 500 deputati e i 250 senatori più 1; i senatori erano quelli scelti dai militari prima delle elezioni del 2019, risultava quindi ancora un'incognita quale coalizione avrebbe eletto il primo ministro. Era comunque già stato stabilito che per l'annuncio dei risultati definitivi ufficiali si sarebbe dovuto aspettare diverse settimane, mentre la seduta comune di Camera e Senato per la scelta del primo ministro era prevista per luglio.
La Commissione elettorale annunciò che aveva votato il 75,22% degli aventi diritto, un record per le elezioni thailandesi. I risultati furono definiti dagli osservatori un terremoto e rappresentarono il ripudio da parte del popolo thailandese di 9 anni di dittatura militare e dei partiti associati ai militari, Palang Pracharath e il nuovo Ruam Thai Sang Chart, che insieme raccolsero solo 76 seggi contro i 116 di Palang Pracharath nel 2019. Il consenso accordato alla radicale politica di cambiamento proposta da Kao Klai andò oltre ogni aspettativa, il partito superò anche il Pheu Thai di Paetongtarn Shinawatra, che era in testa nei sondaggi pre-elettorali; i partiti legati alla famiglia Shinawatra avevano ottenuto il maggior numero di seggi in tutte le elezioni che si erano tenute dal 2001 in poi. Particolare scalpore fecero i risultati di Bangkok, dove Kao Klai si assicurò 32 delle 33 circoscrizioni e l'ultima fu appannaggio di Pheu Thai. Un record senza precedenti del 74,28% degli aventi diritto votò nella capitale, e il 48,25% dei votanti diede la sua preferenza a Kao Klai, che ottenne così in città anche il numero più alto di voti per la lista dei partiti.
| Risultati preliminari del 15 maggio 2023 |                                     |                                     |                    |
| Partito                                  | Nº di seggi da circoscr. elettorali | Nº di seggi dalla lista dei partiti | Nº totale di seggi |
| Kao Klai                                 | 113                                 | 39                                  | 152                |
| Pheu Thai                                | 112                                 | 29                                  | 141                |
| Bhumjaithai                              | 67                                  | 3                                   | 70                 |
| Palang Pracharath                        | 39                                  | 1                                   | 40                 |
| Ruam Thai Sang Chart                     | 23                                  | 13                                  | 36                 |
| Democratici                              | 22                                  | 3                                   | 25                 |
| Chart Thai Pattana                       | 9                                   | 1                                   | 10                 |
| Prachachart                              | 7                                   | 2                                   | 9                  |
| Thai Sang Thai                           | 5                                   | 1                                   | 6                  |
| Altri                                    | 3                                   | 8                                   | 11                 |
| Totale                                   | 400                                 | 100                                 | 500                |

### Risultati definitivi (19 giugno)
La sera del 24 maggio la Commissione elettorale pubblicò i nuovi conteggi relativi al 100% dei votanti. Le differenze con il precedente conteggio riguardarono solo due seggi: quello di una circoscrizione della provincia di Prachin Buri che fu tolto al candidato di Kao Klai e assegnato al candidato di Bhumjaithai, e l'altro era uno dei due seggi che nel precedente conteggio aveva guadagnato il Partito Palang Pracharath nella lista dei partiti secondo il sistema proporzionale, che fu assegnato a un candidato del Partito Democratico. Rimase confermato che i risultati ufficiali sarebbero stati forniti qualche settimana più tardi dopo ulteriori conteggi della Commissione elettorale. Secondo i nuovi conteggi aveva votato il 75,71% degli aventi diritto, vi furono differenze tra il numero di votanti per il fatto che ad alcuni elettori fu erroneamente consegnata solo la scheda per il sistema maggioritario o quella per il sistema proporzionale. Nella tabella che segue i dati pubblicati il 24 maggio dalla Commissione elettorale: I risultati del 24 maggio furono definitivamente confermati il 19 giugno dalla Commissione elettorale, che si riservò di continuare per un anno le indagini per scoprire eventuali frodi elettorali.
| Liste                            | Proporzionale | Proporzionale | Proporzionale | Maggioritario | Maggioritario | Maggioritario | Totale seggi |  |
| Liste                            | Voti          | %             | Seggi         | Voti          | %             | Seggi         | Totale seggi |  |
| -------------------------------- | ------------- | ------------- | ------------- | ------------- | ------------- | ------------- | ------------ |  |
| Kao Klai                         | 14 438 851    | 38,48         | 39            | 9 665 433     | 25,99         | 112           | 151          |  |
| Pheu Thai                        | 10 962 522    | 29,22         | 29            | 9 340 082     | 25,11         | 112           | 141          |  |
| Partito Bhumjaithai              | 1 138 202     | 3,03          | 3             | 5 133 441     | 13,80         | 68            | 71           |  |
| Ruam Thai Sang Chart             | 4 766 408     | 12,70         | 13            | 3 607 575     | 9,70          | 23            | 36           |  |
| Partito Democratico              | 925 349       | 2,47          | 3             | 2 278 857     | 6,13          | 22            | 25           |  |
| Partito Prachachat               | 602 645       | 1,61          | 2             | 334 051       | 0,90          | 7             | 9            |  |
| Palang Pracharath                | 537 625       | 1,43          | 1             | 4 186 441     | 11,26         | 39            | 40           |  |
| Partito Liberale Thai            | 351 376       | 0,94          | 1             | 277 007       | 0,74          | —             | 1            |  |
| Thai Sang Thai                   | 340 178       | 0,91          | 1             | 872 893       | 2,35          | 5             | 6            |  |
| Nuova Democrazia                 | 273 428       | 0,73          | 1             | 13 583        | 0,04          | —             | 1            |  |
| Partito Nuovo                    | 249 731       | 0,67          | 1             | 1 365         | 0,00          | —             | 1            |  |
| Chart Pattana Kla                | 212 676       | 0,57          | 1             | 297 946       | 0,80          | 1             | 2            |  |
| Partito delle Contee Thailandesi | 201 411       | 0,54          | 1             | 1 202         | 0,00          | —             | 1            |  |
| Chart Thai Pattana               | 192 497       | 0,51          | 1             | 585 205       | 1,57          | 9             | 10           |  |
| Altri (< 0,50% P. — 1,54% M.)    | 2 329 847     | 6,21          | 3             | 594 990       | 1,60          | 2             | 5            |  |
| Totale                           | 37 522 746    | 100           | 100           | 37 190 071    | 100           | 400           | 500          |  |
|                                  |               |               |               |               |               |               |              |  |
| Schede bianche                   | 482 303       | 1,22          |               | 866 885       | 2,19          |               |              |  |
| Schede nulle                     | 1 509 836     | 3,82          |               | 1 457 899     | 3,69          |               |              |  |
| Votanti                          | 39 514 964    | 75,71         |               | 39 514 973    | 75,71         |               |              |  |
| Elettori                         | 52 195 920    |               |               | 52 195 920    |               |               |              |  |

## Eventi successivi

### Speculazioni post-elettorali
Tra gli argomenti all'ordine del giorno nel dopo elezioni vi fu il possibile scioglimento di Kao Klai da parte della Corte costituzionale, come era avvenuto per il Partito del Futuro Nuovo. Il suo leader Pita fu inoltre accusato di essere stato azionista di un'emittente televisiva dopo che era stato eletto nel 2019, una circostanza per la quale avrebbe potuto essergli revocato lo status di deputato. Fu prospettata la possibilità che Pheu Thai si unisse a una coalizione guidata dai militari, che in cambio avrebbero facilitato il ritorno di Thaksin nel Paese intercedendo per una riduzione delle pene a cui era stato condannato.
Secondo alcuni osservatori, il successo di Kao Klai costituiva una minaccia tale per i vecchi centri di potere che le forze armate avrebbero potuto mettere in atto un nuovo colpo di Stato, anche se prima del voto il comandante in capo dell'esercito Narongpan Jittkaewtae aveva escluso questa possibilità, affermando che i militari si sarebbero impegnati a rispettare i risultati delle elezioni generali. Prayut rimase primo ministro in attesa della nomina del suo successore, e l'11 luglio 2024 – quando il nuovo capo del governo non era ancora stato eletto – fu annunciato il suo imminente ritiro dalla vita politica.

### Prima coalizione pro-democrazia guidata da Kao Klai
L'alleanza tra i partiti pro-democrazia annunciata il 15 maggio dopo la pubblicazione dei primi risultati preliminari fu siglata da Kao Klai, Pheu Thai, Prachachat, Thai Sang Thai, Pen Tham (Essere Giusti) e dai liberali, che insieme raggiungevano 310 seggi. Nei giorni successivi proseguirono i colloqui tra i partiti e il totale dei seggi fu portato a 313 il 18 maggio quando si aggiunsero all'alleanza Pheu Thai Ruam Palang (Forza Unita per i Thai) e Plung Sungkom Mai (Nuova Forza). Il 22 maggio i leader di questi 8 partiti firmarono un memorandum d'intesa comprendente 23 obiettivi da raggiungere nel caso fossero andati al governo, tra cui il ripristino della democrazia con una nuova costituzione, una legge per il matrimonio tra persone dello stesso sesso e riforme di polizia, forze armate e Giustizia; la riforma della legge sulla lesa maestà fu lasciata fuori, ma il leader di Kao Klai Pita Limjaroenrat fece sapere che il partito avrebbe continuato a proporla.
Con i 250 senatori scelti dai militari, per raggiungere i 376 seggi necessari ad avere la maggioranza all'Assemblea Nazionale per eleggere Pita primo ministro, fu presa in esame la possibilità di far entrare nell'alleanza Bhumjaithai, ma durante la campagna elettorale il suo leader Anutin aveva escluso di potersi unire a partiti che intendevano riformare la legge sulla lesa maestà. La società civile iniziò a esercitare pressione sui senatori per convincerli a votare per Pita e, a tutto il 19 maggio, furono almeno 14 i senatori che si dichiararono disposti a votarlo, mentre alcuni altri fecero sapere che non l'avrebbero votato. Il 23 maggio si svolse una manifestazione di simpatizzanti di Kao Klai davanti al Parlamento per convincere altri senatori. In quel periodo anche alcuni neo-eletti del Partito Democratico si dissero disposti ad appoggiare la candidatura di Pita.
Nacque una disputa tra Kao Klai e Pheu Thai riguardante la scelta del portavoce al Parlamento, che spinse alcuni simpatizzanti di Pheu Thai a chiedere che il partito uscisse dall'alleanza. La disputa fu appianata il 3 luglio – giorno in cui si riunì per la prima volta il nuovo Parlamento – con la nomina a portavoce di Wan Muhamad Noor Matha, leader di Prachachart, un partito minore dell'alleanza pro-democrazia.
La prima seduta congiunta di Camera e Senato per scegliere il primo ministro si tenne il 13 luglio, fu messa ai voti la candidatura di Pita e si concluse con 324 voti favorevoli, contro i 375 necessari per essere eletto, 182 contrari, 199 astenuti, 44 assenti e 1 seggio vacante; fu decisivo il mancato appoggio dei senatori scelti dai militari nel 2019. Il successivo mercoledì 19 non si tenne la programmata seconda votazione per la candidatura di Pita dopo che i suoi oppositori fecero passare una mozione con la quale fu stabilito che non era possibile presentarsi due volte come candidato primo ministro; nel corso del dibattito giunse inoltre la notizia che la Corte costituzionale aveva temporaneamente sospeso la sua carica di parlamentare con l'accusa di essere stato azionista di un'emittente televisiva quando era stato eletto deputato nel 2019.
Contro il veto del Parlamento per la seconda votazione sulla candidatura di Pita – ritenuto anti-costituzionale – numerosi reclami furono presentati all'Ombudsman, che inoltrò le richieste alla Corte costituzionale. In attesa della decisione della Corte, il Parlamento rinviò la programmata votazione di un nuovo candidato a primo ministro. Il 16 agosto fu annunciato che la Corte costituzionale aveva respinto il reclamo contro il veto alla candidatura di Pita in quanto lo stesso Pita non era tra i firmatari della petizione.

### Seconda coalizione guidata da Pheu Thai, scelta del primo ministro e ritorno di Thaksin dall'esilio
Gli ostacoli posti dai senatori e dagli altri parlamentari conservatori nella votazione di Pita, indussero Pheu Thai ad annunciare in quei giorni che avrebbe formato una nuova alleanza senza Kao Klai, adducendo come motivo l'impossibilità di raggiungere una maggioranza vista l'intransigenza di Kao Klai nel voler mantenere il proprio progetto di modifica della legge sulla lesa maestà, considerata intoccabile dalla maggior parte dei parlamentari. Il partito fece sapere che il candidato primo ministro nella successiva votazione sarebbe stato il magnate del settore immobiliare Srettha Thavisin, affacciatosi per la prima volta sulla scena politica in occasione di queste elezioni ed eletto deputato nelle file di Pheu Thai.

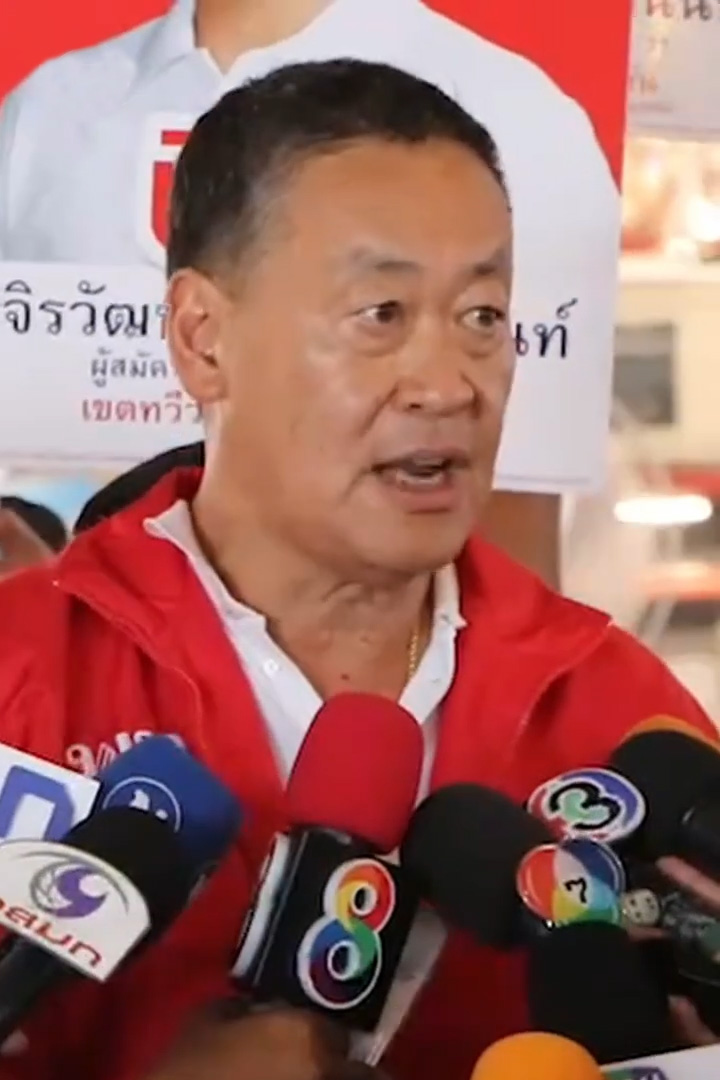
Srettha Thavisin, parlamentare di Pheu Thai incaricato di formare il nuovo governo il 22 agosto 2023

Il 7 agosto, Pheu Thai e Bhumjaithai annunciarono un'alleanza per cercare di formare il nuovo governo. Due giorni dopo si unirono a questa alleanza i sei partiti Prachachart, Pheu Thai Ruam Palang, Chart Pattana Kla, i liberali, Nuovo Potere Sociale e il Partito delle Contee Thailandesi, ai quali si aggiunse il giorno successivo Chart Thai Pattana portando a 238 il totale dei deputati, meno della coalizione precedente ma con il vantaggio di avere più senatori pronti ad appoggiarli. Una coalizione di undici partiti fu annunciata il 21 agosto con l'aggiunta di Palang Pracharath e Ruam Thai Sang Chart, i partiti associati ai militari, che portarono il totale dei deputati a 314.
Quest'ultima svolta sollevò le aspre critiche di molti sostenitori di Pheu Thai – i cui dirigenti avevano promesso prima delle elezioni che non avrebbero stretto alleanza con i partiti dei militari – nonché quelle dei sostenitori di Kao Klai. In un sondaggio tenuto in quei giorni, il 64% degli intervistati era contrario all'alleanza tra Pheu Thai e i partiti che facevano capo ai militari, i quali avevano posto fine al governo di Pheu Thai con il colpo di Stato messo in atto nel 2014 e in precedenza ad altri due governi retti da partiti facenti capo all'ex primo ministro Thaksin Shinawatra. La coalizione con il tradizionale nemico Pheu Thai, fu vista come un tentativo delle élite filo-monarchiche e filo-militari conservatrici di arginare l'emergere dei progressisti di Kao Klai, costringendoli all'opposizione.
Il 22 agosto, la maggioranza del Parlamento riunito votò in favore della candidatura a primo ministro di Srettha Thavisin con 482 voti favorevoli, 165 contrari e 81 astenuti, decisione che fu presa dopo tre mesi di incertezza e di stallo politico. Il giorno successivo, un portavoce del presidente della Camera rese noto che re Vajiralongkorn aveva dato il benestare per la nomina di Srettha a primo ministro.
Lo stesso giorno in cui Srettha era stato designato primo ministro, fece ritorno in Thailandia Thaksin Shinawatra – padre di Paetongtarn e leader de facto di Pheu Thai – che da diversi anni si era rifugiato all'estero in esilio per sottrarsi alle pene detentive a cui era stato condannato. Si acuirono così le speculazioni nate nel periodo post-elettorale, secondo cui Thaksin era sceso a patti con i militari per poter rientrare in patria e ottenere la libertà in anticipo rispetto alle condanne subite. Fu prelevato in aeroporto dalla polizia e scortato prima alla Corte suprema, dove gli fu notificato che doveva scontare otto anni di reclusione, e poi in carcere. Quella notte fu ricoverato in ospedale e nei giorni successivi chiese la grazia a Vajiralongkorn, che il 1º settembre gli ridusse la pena a un solo anno.